# Isanthrene azia
Isanthrene azia är en fjärilsart som beskrevs av Druce 1884. Isanthrene azia ingår i släktet Isanthrene och familjen björnspinnare. Inga underarter finns listade i Catalogue of Life.